# Santa Barbara (Jan van Eyck)
Santa Barbara (titolo originale, in nederlandese: Heilige Barbara van Nikodemië) è un grisaille ad olio su tavola in legno di quercia (18 × 31 cm) , realizzato nel 1437 dal pittore fiammingo Jan van Eyck e conservato allo Koninklijk Museum voor Schone Kunsten ("Museo reale delle Belle Arti") di Anversa, in Belgio . Si tratta del più antico dipinto incompiuto rinvenuto tra Belgio e Paesi Bassi.

## Descrizione
L'opera descrive la vita di Santa Barbara.
Nell'opera di Van Eyck, la santa viene ritratta con una palma e un libro di preghiere in mano seduta sotto una torre gotica.

## Studi critici
Vari studiosi ritengono il dipinto come il grisaille di un disegno indipendente.
Karel Van Mander ritiene che si tratti di un disegno preparatorio.

## Il dipinto nella cultura di massa
- Il dipinto è menzionato nel romanzo di Elizabeth George Agguato sull'isola (A Place of Hiding) : per esigenze narrative - come dirà l'autrice in appendice - nel romanzo l'opera (citata spesso come "La signora con il libro e il calamo") diventa però un dipinto olio su tela del XVII secolo di Pieter de Hooch[4]